# 負面偏誤
負面偏誤是指在同等强度的情况下，消极性质的事物（如不愉快的想法、情绪或社会交往、非常痛苦的事情）对一个人的心理状态的影响比中性或积极的事物更大   。换句话说，非常积极的东西对一个人的行为和心理的影响通常会比同样強度但消极的事物要小。